# Bertie Ahern
Patrick Bartholomew Ahern, detto Bertie (in irlandese Pádraig Parthalán Ó hEachthairn; Dublino, 12 settembre 1951), è un politico irlandese, Taoiseach dal 26 giugno 1997 al 6 maggio 2008.

## Biografia
La sua è una carriera politica molto veloce: nel 1977, a soli 26 anni, fu eletto al Parlamento e nel 1983 divenne vicepresidente del Fianna Fáil. Durante il governo di Charles Haughey, nel 1987, venne nominato ministro del lavoro, carica che ricoprì fino al 1991. Nel 1994 ottenne la presidenza del partito e nel 1997 vinse le elezioni amministrative, diventando il più giovane Primo Ministro (in gaelico Taoiseach) della Repubblica. Il suo secondo mandato è iniziato il 6 giugno 2002, ed è la prima volta, dal 1969, che il governo uscente è stato rieletto.
Riconfermato per il terzo mandato consecutivo nelle elezioni del 24 maggio 2007, ha formato un governo di coalizione tra il suo partito Fianna Fáil, i Democratici Progressisti (Progressive Democrats) ed i Verdi (Green Party), supportato esternamente da tre deputati indipendenti. Ciononostante, il suo crescente coinvolgimento in operazioni finanziarie poco chiare sui quali giornali e magistratura stavano indagando, lo ha costretto ad annunciare le dimissioni da Primo ministro (Taoiseach) e da leader del Fianna Fáil. C'è da dire che tali indagini erano iniziate ben prima dell'ultima tornata elettorale, ed in quella occasione il consenso popolare attorno a lui ed al suo partito ne era uscito intaccato solo in minima parte. Le dimissioni sono pronunciate il 6 maggio 2008.

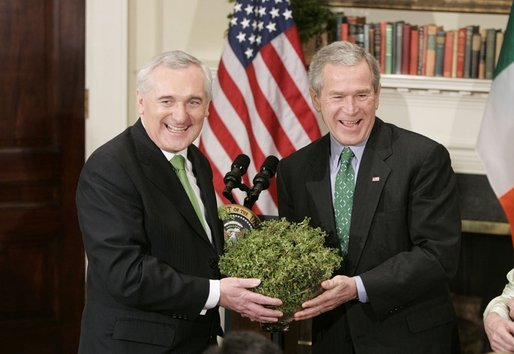
Ahern con Bush

Nato a Drumcondra, Dublino, suo padre Con era originario della Contea di Cork e partecipò alla Guerra d'indipendenza irlandese e alla Guerra civile irlandese.
Bertie Ahern è divorziato e ha due figli Georgina, sposata con Nicky Byrne, e Cecilia, scrittrice.
Bertie Ahern ha scritto la sua autobiografia con un giornalista nel 2009.